# Utilità di masterizzazione API
L'API di masterizzazione, comunemente chiamata IMAPI, è un componente del sistema operativo Windows della Microsoft per la masterizzazione dei CD e dei DVD (Per i DVD dalla versione v2.0).
Alcune applicazioni Microsoft, come Windows Media Player, Windows Media Center, Windows DVD Maker e Esplora risorse utilizzano l'IMAPI per creare immagini .ISO e "bruciare" dei dischi.

## Rilasci nel tempo
imapi.exe è stato originariamente progettato per Windows 2000, ma rimandato per Windows XP, a causa dei numerosi bug irrisolti. La versione v2.0 è stata pubblicata con Windows Vista e Windows Server 2008. Il 26 giugno 2007, questa versione è stata pubblicata come aggiornamento per Windows XP (incluso Windows Fundamentals for Legacy PCs) e Windows Server 2003 dopo che la Microsoft ha richiesto il software aggiornato per il nuovo hardware e per i software pubblicati.
Il 19 gennaio 2009, la Microsoft ha pubblicato il Feature Pack For Storage 1.0. Questo aggiornamento consente all'IMAPI v2.0 di scrivere nei supporti Blu-Ray registrabili e nei supporti Blu-Ray riscrivibili. Aggiunse anche il supporto all'UDF 2.5. Questa feature è disponibile da Windows XP a Windows Vista ed è presente in Windows 7 e Windows 8 (per Windows 8 è nativa).

## Panoramica
L'IMAPI offre la possibilità di creare e masterizzare i dischi a singola sezione e a doppia sezione, compresi i dischi di avvio. Fornisce inoltre l'accesso a basso livello al motore di masterizzazione per lo sviluppo e il supporto per nuovi dispositivi, così come l'accesso alle proprietà Extended Recorder. Supporta tutti i principali CD scrivibili e DVD tra cui:
Compact Disc
- CD-R
- CD-RW
- Video CD

Digital Versatile Disc (IMAPI v2.0)
- DVD registrabili (DVD-R e DVD+R)
- DVD riscrivibili (DVD-RW e DVD+RW)
- DVD double-layer (DVD-RW DL e DVD+RW DL)
- DVD ad accesso casuale (DVD-RAM)

Blu-Ray Disc (IMAPI v2.0 con Feature Pack for Storage installato
- BD Registrabili (BD-R)
- BD riscrivibili (BD-RW)